# Galaxy Nexus
O Galaxy Nexus (chamado Galaxy X no Brasil) é um celular desenvolvido pelo Google e Samsung, sendo o primeiro a ser lançado com o sistema operativo Android 4.0 (Ice Cream Sandwich). Possui tela de 4.65" operando com uma resolução HD de 1280x720 pixels.

## Disponibilidade

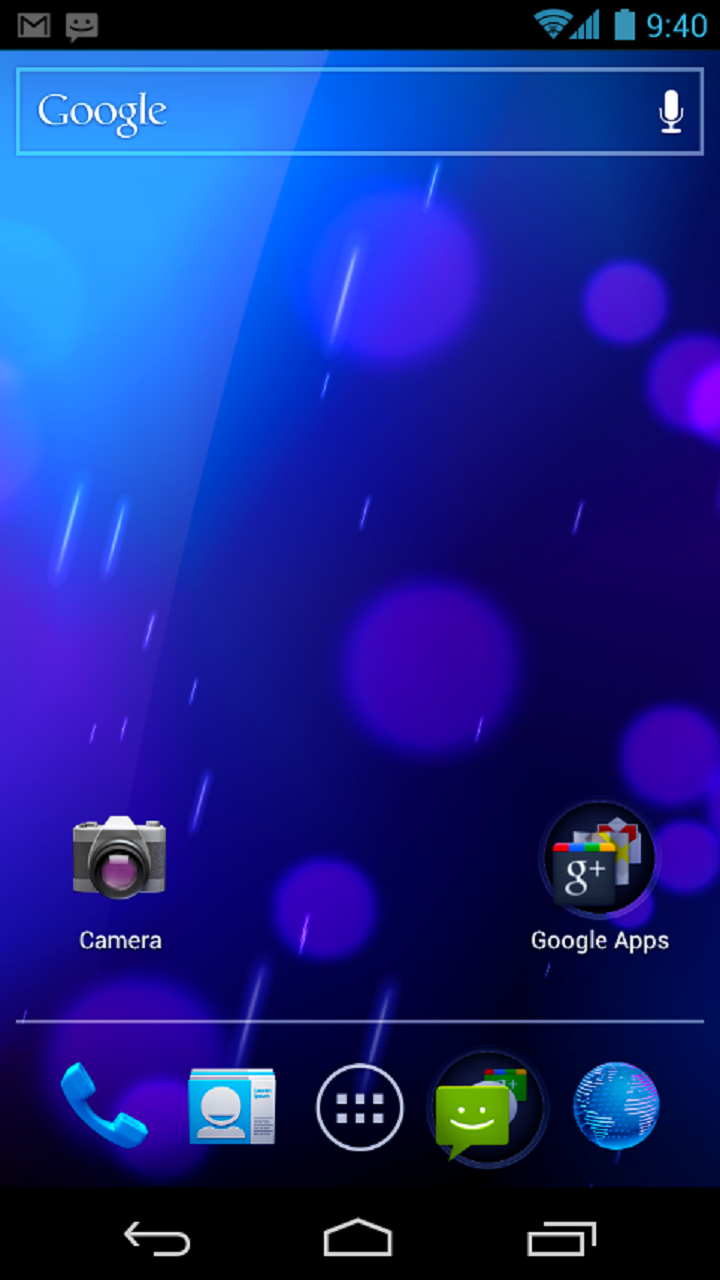
Android 4.0 no Galaxy Nexus

É esperado que o celular esteja disponível sem bloqueio do SIM e com o bootloader desbloqueado, seguindo a tradição do Nexus One e Nexus S.
O celular começou a ser vendido a 17 de Novembro no Reino Unido, seguindo-se depois o lançamento no resto do mundo.
Em Portugal o lançamento foi em Dezembro de 2011, estando disponível sem bloqueio do SIM, ou bloqueado através da Vodafone. No Brasil o celular chama-se Galaxy X.

## Recepção crítica
O telemóvel Galaxy Nexus foi aguardado com bastante antecipação sendo até considerado o telemóvel Android mais antecipado de 2011, sendo bastante aclamado pelos media.
De acordo com editor Rodrigo Gielow, do website Engadget, o Nexus Galaxy funcionou "suavemente como nunca. Sem dúvida é versão mais polida do Android criada até hoje" e que "Toda a experiência era polida. De certa forma, parece que o Android está a crescer e a amadurecer diante dos nossos olhos".
JR Raphael, do Computerworld, escreveu que o "O Galaxy Nexus [...] é um telemóvel excepcional, possivelmente o melhor telefone Android criado até à data", concluindo "O Galaxy Nexus é polido e atraente, com um fino corpo e belo ecrã HD. Também é bastante rápido, tendo provavelmente a melhor performance no mundo dos telemóveis."

## Atualizações
O Galaxy Nexus, teoricamente falando, suporta o KitKat, porém a Google decidiu por estacionar o dispositivo no Android 4.3. Alvo de críticas, a Google explicou por que não atualizou o seu carro-chefe de 2011. Segundo a companhia, a fabricante dos processadores dos Galaxy Nexus havia fechado, e por isso poderia haver incompatibilidades sistêmicas que afetassem a experiência de uso por parte dos usuários.